# Josef Klapuch
Josef Klapuch (n. 10 februarie 1906, Zbyslavice⁠(d), Țările Coroanei Boeme, Austro-Ungaria – d. 18 decembrie 1985, Praga, Cehoslovacia) a fost un luptător ce a reprezentat Cehoslovacia, medaliat olimpic. A participat la o ediție a Jocurilor Olimpice (1936) în care a câștigat o medalie de argint.

## Participări
Lista de mai jos prezintă principalele competiții la care a participat Josef Klapuch de-a lungul carierei.
- Lupte la Jocurile Olimpice de vară din 1936